# Hydrelia triseriata
Hydrelia triseriata är en fjärilsart som beskrevs av Alpheus Spring Packard 1874. Hydrelia triseriata ingår i släktet Hydrelia och familjen mätare. Inga underarter finns listade i Catalogue of Life.